# Tre Valli Varesine 1984
La Tre Valli Varesine 1984, sessantaquattresima edizione della corsa, si svolse il 12 agosto 1984 su un percorso di 235,5 km. La vittoria fu appannaggio dell'italiano Pierino Gavazzi, che completò il percorso in 5h50'53", precedendo i connazionali Gianbattista Baronchelli e Marino Amadori.

## Ordine d'arrivo (Top 10)
| Pos. | Corridore                | Squadra           | Tempo    |
| ---- | ------------------------ | ----------------- | -------- |
| 1    | Pierino Gavazzi          | Atala-Campagnolo  | 5h50'53" |
| 2    | Gianbattista Baronchelli | Murella-Rossin    | s.t.     |
| 3    | Marino Amadori           | Alfa Lum-Olmo     | a 3"     |
| 4    | Roberto Ceruti           | Del Tongo-Colnago | a 1'34"  |
| 5    | Claudio Corti            | Sammontana        | s.t.     |
| 6    | Emanuele Bombini         | Del Tongo-Colnago | a 4'09"  |
| 7    | Jens Veggerby            | Fanini-Wührer     | s.t.     |
| 8    | Secondo Volpi            | Malvor-Bottecchia | s.t.     |
| 9    | Marco Vitali             | Del Tongo-Colnago | s.t.     |
| 10   | Ettore Bazzichi          | Fanini-Wührer     | s.t.     |